# Partit de la Redempció dels Pobles
El Partit de la Redempció dels Pobles (People's Redemption Party PRP) fou un partit polític de Nigèria durant la segona república, virtual successor de la Unió Porgressista dels Nordistes i en la quarta republicà restaurat amb el mateix nom. El partit va ser creat pels seguidors de Mallam Aminu Kano després d'abandonar el Partit Nacional de Nigèria. El PRP era considerat com l'esquerra progressista. Alguns dels membres coneguts del partit foren els governadors Abubakar Rimi, Balarabe Musa, Edward Ikem Okeke, i Chinua Achebe — qui va servir breument com Adjunt del President Nacional a començaments dels anys 1980.
El partit original va ser prohibit després del Cop Militar de novembre de 1983 dirigit per General Muhammadu Buhari. En la quarta república, el partit amb el mateix nom va ressorgir sota el lideratge d'Abdulkadir Balarabe Musa, però tanmateix no va reunir el mateix nivell de suport com el seu homònim de la segona republicà.

## Història
Després de la formulació d'una nova constitució i un projecte de retorn al govern civil, les elits polítiques superiors de Nigèria van organitzar una sèrie conferències polítiques amb una vista de crear un partit polític que transcendís fronteres tribals, culminat en la formació del Moviment Nacional que fou després el Partit Nacional de Nigèria. El setembre de 1978 tanmateix una baralla en una de les darreres reunions entre Malam Aminu Kano (llavors un significatiu campió de l'esquerra) i alguns antics membres del Congrés dels Pobles del Nord va portar a la majoria dels intel·lectuals marxistes a trencar amb el Moviment Nacional i marxar per formar el 27 de setembre de 1978 el PRP.

### Aminu Kano
Al formar-se el PRP, es va convidar a Aminu Kano i altres prominent esquerrans, i fou aviat elegit com el president nacional del partit. El 1979 el partit era capaç de guanyar dos dels dotze estats i va quedar tercer en les eleccions nacionals.

### Dècada del 1980
El 1980 una coalició de polítics considerats 'progressistes' van demanar un front nacional contra el Partit Nacional de Nigèria que estava governant i el 1981 es va organitzar una conferència de Governadors d'oposició a Nigèria, l'anomenat 'Fòrum de Governadors Progressius'. Hi va haver una participació activa dels governadors i diputats del PRP en aquestes conferències, que el 1982 van demanar un gran partit progressista; però això va portar a la crisi dins del partit. A la meitat de 1982 una suspensió de Governadors de PRP pels favorables a Aminu Kano i un rebuig subsegüent de la suspensió per Micheal Imodu (llavors vicepresident del partit) va comportar un fraccionament oficial. El novembre de 1983 el partit fou prohibit després del cop d'estat del general Muhammadu Buhari.

## 4a República
Amb el retorn a la Democràcia el 1999, alguns membres anteriors del partit van provar de restablir-lo amb poc èxit. Encara que la majoria dels seus membres anteriors encara reclamen alguna classe de reconeixement del Bloc Sawabista (una antiga guerrilla contra el colonialisme britànic i francès dels anys cinquanta), majoritàriament han quedat absorbits en altres partits polítics.

## Bandera
La bandera del Partit està formada per tres franges horitzontals vermella, blanca i negre. Al centre hi ha l'emblema del partit, una clau de color negre.